# Motte Zoppesmur

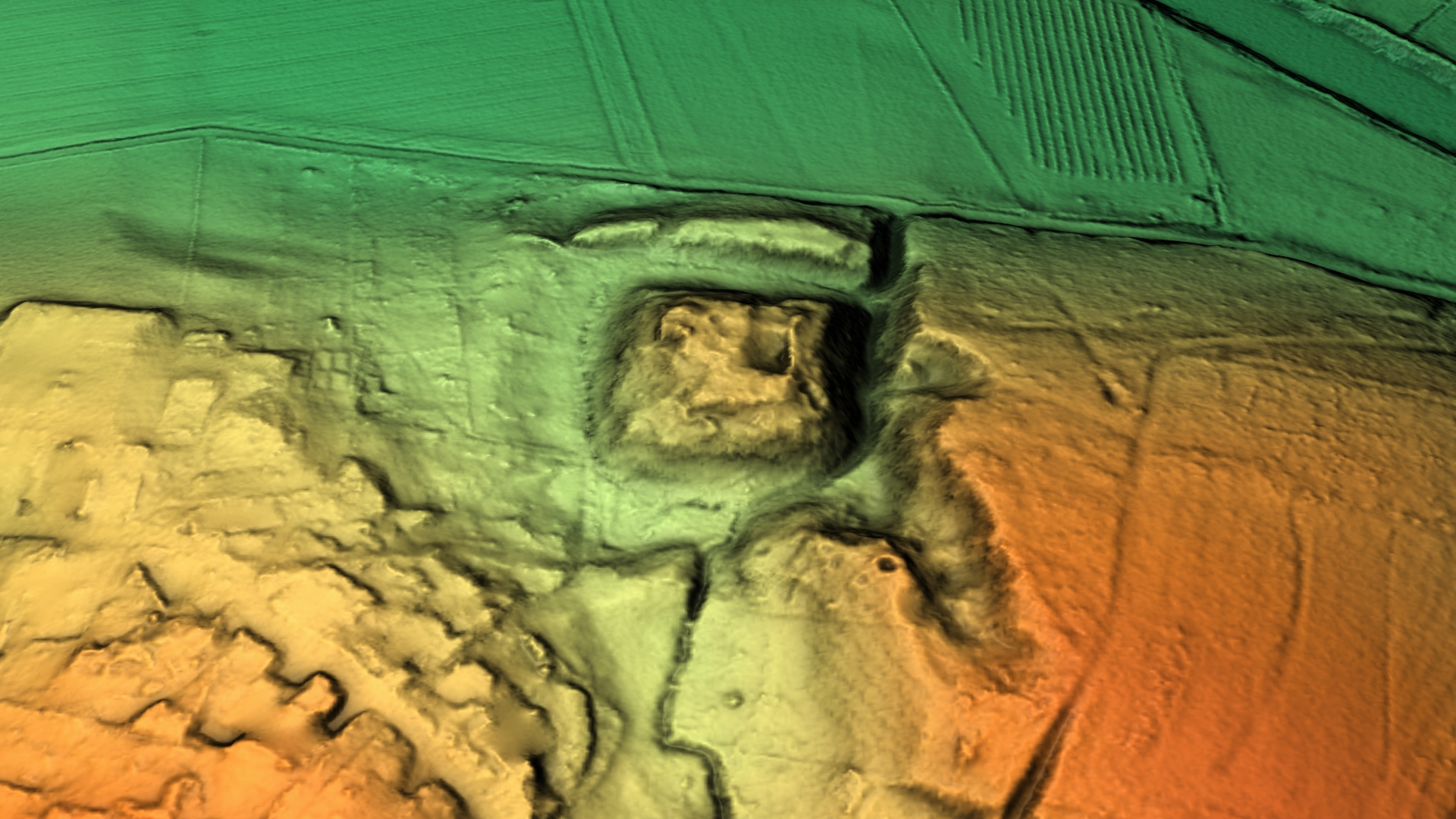
3D-Ansicht des digitalen Geländemodells

Die Burgruine Leysiefen, im Volksmund auch Motte Zoppesmur oder Motte Zobbesmur (= Zobbes Mauern), ist eine früh- bis hochmittelalterliche Burganlage im Leichlinger Ortsteil Leysiefen am linken Ufer der Wupper im Bergischen Land (NRW). Von der Anlage sind nur Bodenverwerfungen und Reste von Mauerwerk sowie gut sichtbare Bodenfundamente erhalten. Die Ruinenanlage wird umgangssprachlich auch Motte (Turmhügelburg) genannt, obwohl dies weder der Größe noch der Ausgestaltung der Burganlage gerecht wird.

## Lage und Erscheinungsbild
Die Ruine der Burg liegt nahe der Hofschaft Leysiefen 200 Meter vom linken Wupperufer entfernt am Fuß des Wupperbergs. Der Burghügel von etwa 50 m Basisdurchmesser und ca. 9 m Höhe wurde auf einem zur Wupper hin abfallenden Hang angelegt, in dem zum Hang hin ein Wehrgraben von rund 8 m Tiefe eingezogen wurde. Eine Ringmauer umgab den Burghügel, unterstützt von einem kräftigen künstlich angelegten Wall zur Talseite hin. Weiter wurde ein zur Wupper hin fließender Siefen in die Grabenanlage eingebunden und zur Burggrabenbewässerung genutzt. Hier wurde die für das Früh- und Hochmittelalter typische Trias „Wasser, Sumpf, Steile“ zur Sicherung der Anlage angewendet. Durch Bewässerung der Burggräben inklusive des Abschnittswalls, der den Burgberg vom Berghang trennt, erreichte man eine schützende Wasserfläche nämlich einen „Wassergraben“ um die Burganlage. Selbst bei schwachem Niederschlag konnte durch ein Versperren des Abflusses jedenfalls ein Sumpfgelände als Annäherungshindernis erhalten bleiben. Der Erdaushub aus den Gräben wurde sicher auch zum Anschütten des Vorwalls zur Wupper hin – der durch seine Position den Burggraben zur Wupper hin erst ermöglichte – genutzt.

## Geschichte
Die als Bodendenkmal eingetragene Burg wurde vermutlich um spätestens 1200 von dem bergischen Ritter- und Ministerialengeschlecht Zobbe, die sich später de Leysiefen umbenannten, errichtet. Bei archäologischen Grabungen in den 1930er Jahren kamen Keramikstücke aus dem 11. und 12. Jahrhundert zum Vorschein. Eine weitere Testgrabung, die der Heimatforscher Fritz Hinrichs in den 50er Jahren im Auftrag des Provinzialmuseums Bonn vornahm, ergab keine genauere Datierung der Entstehungszeit.
1209 taucht erstmals ein Rodolphus Zobbe auf, den Fritz Hinrichs in seinem Standardwerk „Leichlinger Heimatbuch“ als ältesten bekannten Ahnherrn dieser Sippe nennt. 1232 soll es einen Albert, 1265 einen Albrecht Zobbe gegeben haben, zwei Ritter, möglicherweise dessen Söhne. Ein weiterer Sohn, Sibodo de Leysiefen, wird 1257 bis 1266 als bergischer Landdrost erwähnt (ein Amtmann des Landesherrn). 1263 tritt „Zobbe de Leginsipe“ als Zeuge auf – er siegelt in einem Beistands- und Freundschaftsvertrag zwischen Herzog Walram von Limburg und der Stadt Köln. Die Herren werden somit eine gewisse Bedeutung gehabt haben. Ritter Adolf von Leysieffen, der letzte bekannte Spross der Zobbes, der nach 1307 verstarb, verkaufte die „Zobbesmur“ 1280 Graf Adolf von Berg und seine Gemahlin Elisabeth von Geldern. In der nämlichen Urkunde ist tatsächlich von einem „Schloss Leyensiefen“ die Rede. Es wechselte für 400 Kölnische Mark den Besitzer. Da die Übergabeurkunde von 1280 sowohl die erste als auch letzte urkundliche Erwähnung der Burg ist, wurde sie möglicherweise nach der Übernahme dem Verfall überlassen, spielte jedenfalls in der Folge keine bedeutende Rolle mehr und wurde irgendwann aufgegeben.
Der Name Leysiefen leitet sich ab von „Ley“, einer im rheinischen und niederdeutschen Sprachraum häufig anzutreffende Bezeichnung für Fels und bezieht sich insbesondere auf „Felsabbrüche“ und „Felswände“, im insbesondere aber „Felsplatte“. Der zweite Wortteil „Siefen“ meint eine „feuchte Niederung“ oder „kleines Flüsschen, Bächlein“ (vgl. sîpen: „tröpfeln, triefen“) und bezeichnet regionaltypisch im nordwestlichen Deutschland ein meist schmales, feuchtes, schluchtartiges Kerbtal des Mittelgebirges mit einem Quellbach. Damit ist die Lage der Burg treffend bezeichnet: Ein Fels mit einem Bachtal.
Die Ruine inspirierte die Bevölkerung zu Legenden. So soll die Ruine lange Zeit Lager einer Räuberbande gewesen sein und vergrabene Schätze beherbergen. Der Volksmund weiß von zersägten Rittern und von Geistern zu berichten, die die verborgenen Schätze bewachen.
Eine Sage erklärt auch den Niedergang der Burg: Ein Junker von Leysiefen versuchte den badenden Elfen von Heribertsborn Kleider zu rauben. Er wurde dabei mit Blindheit geschlagen und fristete fortan auf seiner Burg ein elendes Dasein. Er, der über Schloss, Fischerei und Jagd verfügte, verkam in völliger Armut.